# Affaire des horodateurs à Liège
L'affaire des horodateurs à Liège est une affaire politico-financière liégeoise qui éclate en 1987.

## Horodateurs
En 1987, le groupe français Compagnie générale des eaux s'installe à Liège. Le lobbyiste le baron Benoît de Bonvoisin avait mis la direction en relation avec le « mécène » liégeois, André Cools. En 1988, une filiale est créée, la Compagnie générale européenne (CGEur - 25 % Solico, 50 % CGE via la Setex, et 25 % Uhoda), dont le colonel Jean Dubois, bras droit de Cools, devient vice-président de CGEur et Georges Goldine, homme politique libéral, administrateur-délégué. 
Le 20 novembre 1987, la société Oscar Rauwers (maintenant Rauwers Controle) remporte un marché pour la livraison et l'installation, l'entretien, le renouvellement, la collecte de la monnaie des horodateurs. En décembre 1988, la CGEur réussit à convaincre Rauwers d'agir en tant que sous-traitant, avec l'accord de la ville. Une société est créée : la SWGS (Société Wallonne de Gestion du Stationnement) pour exploiter les horodateurs. En échange, le bourgmestre de Liège Édouard Close reçoit 1 million de francs belges pour financer sa campagne électorale de 1988. Ce pot-de-vin se retrouve entre les mains de Jules Verbinnen, chef de cabinet du bourgmestre liégeois, par l'intermédiaire du directeur libéral de la CGEur, Georges Goldine.

## Mobilier urbain
Les horodateurs ne sont pas le seul dossier. Il s'avère que l'entreprise française de mobilier urbain Decaux a également versé au bourgmestre des «cadeaux» en fonction de la fourniture de tout type de mobilier.
La société City Advertising, chargée de la publicité sur les abribus, les panneaux avec les plans de rues, etc., a également distribué des pots-de-vin.

## Enquête
Alors que la justice enquête en 1990 sur des liaisons entre Benoît de Bonvoisin (le « baron noir ») et l'extrême droite à l'occasion de dossiers financiers, la justice bruxelloise poursuit ses investigations à Liège avec des perquisitions au siège de la Compagnie générale européenne (la CGEur, filiale de la Compagnie générale française des eaux) officiellement dirigée par Goldine mais qui semble être sous tutelle discrète de Benoît de Bonvoisin.
Les enquêteurs tombent sur les carnets du colonel Jean Dubois, bras droit de Cools, faisant mention de transactions diverses conclues entre la CGEur et la ville de Liège, en l'occurrence Jules Verbinnen et Édouard Close
Le 16 mai, des perquisitions ont lieu au siège de la Compagnie générale européenne (CGEur) et au domicile de Georges Goldine, son administrateur délégué, chez le colonel en retraite Jean Dubois (vice-président de CGEur, administrateur de Meusinvest et d'Intradel), chez Solico (la société de l'entrepreneur Joseph Demarche), actionnaire de la Société wallonne de gestion du stationnement, qui exploite les horodateurs à Liège.
Le 29 mai 1990, la justice liégeoise effectue une nouvelle vague de perquisitions : les bureaux de Jules Verbinnen, secrétaire de cabinet du bourgmestre Édouard, à la SWGS et aux sièges dinantais et bruxellois de la société Rauwers. Jean Dubois est réentendu comme témoin. 
Le 21 juin, Goldine et Verbinnen en aveu et Close qui clame son innocence sont inculpés pour corruption. Close se met en retrait de son mandat mayoral et se fait remplacer pour une période indéfinie par William Ancion.
Le 17 août 1990, Jules Verbinnen présente sa démission au collège communal.
Parallèlement aux dossiers des horodateurs, le Comité supérieur de contrôle mène une enquête visant à établir que Decaux Belgium et City Advertising ont offert des voyages et des affiches électorales à Édouard Close et, plus régulièrement, Jules Verbinnen en échange de lieux d'implantation du mobilier urbain.
Le 21 janvier 1992, à 23 heures, Jules Verbinnen, élément central des enquêtes, se tue accidentellement au volant de sa voiture en revenant d'une réunion de travail chez Édouard Close.

## Condamnations
Après la découverte des fraudes, une enquête judiciaire est ouverte et aboutit à un procès en avril 1992. Le témoin clé, Verbinnen, est tué dans un accident de voiture suspect trois mois plus tôt. André Cools est assassiné en 1991. Édouard Close ne démissionne pas, mais se domicilie dans une autre commune afin d'être déchargé de facto du mandat de bourgmestre. 
Après 2 ans d'instruction, le 15 juillet 1992, le tribunal correctionnel condamne l'ensemble des prévenus à l'exception du lobbyiste Benoît de Bonvoisin. Édouard Close écope de dix mois de prison avec sursis pour avoir accepté une participation de 1 million de francs à sa campagne électorale de 1988 contre l'agréation d'une filiale de la Compagnie générale des eaux, la SA SWGS, comme sous-traitante du marché liégeois des horodateurs et à rembourser le million de francs au CPAS. Il est également condamné à 18 mois de prison avec sursis dans le cadre du dossier de corruption des marchés de mobilier urbain (abribus, planimètres...) avec les sociétés Decaux et City Advertising qui s'étaient livrées à une surenchère de « cadeaux » au bourgmestre.
Georges Goldine bénéficie de la suspension du prononcé. 
Les responsables des entreprises condamnées pour corruption ou faux en écriture ont également été lourdement condamnées (1 an et 6 mois de prisons pour Jean-Claude Decaux et Pierre Cauchie, dirigeant de Decaux et 4 et 2 mois de prison Jacques Dauphin et Paul Geleyns, patrons de la SA City).
Les responsables de la SWGS, André Tymen, Stéphane et Georges Uhoda et Jean Demarche sont condamnées à des peines d'un mois de prison avec sursis.
Ces affaires font beaucoup de bruit dans le pays. Elles rejoignent d'autres affaires récentes, comme le scandale Agusta, l' affaire UNIOP et le meurtre d'André Cools. Avec tous ces scandales, la ville a une image de ville mafieuse. Les féroces oppositions personnelles au sein du groupe majoritaire socialiste ont également joué un rôle à cet égard.
ajoutons que :
- En 1992 Edouard Close se domicilie à sa maison de campagne à La Plancke, ce qui le fait démissionner d'office de son poste de bourgmestre de Liège : il échappe ainsi à une révocation qui lui aurait fait perdre sa pension.
- Le greffe du tribunal correctionnel de Liège n'a jamais notifié officiellement le jugement au CPAS de Liège.
- Le CPAS de Liège n'a donc jamais comptabilisé l'amende de 1.000.000 FB en créance et ne l'a jamais réclamée à Close. En 2009, la prescription de l'amende est acquise et Close n'a jamais eu à la payer.